# Кудеверь
Ку́деверь — село на юге Бежаницкого района Псковской области. Административный центр Кудеверской волости.

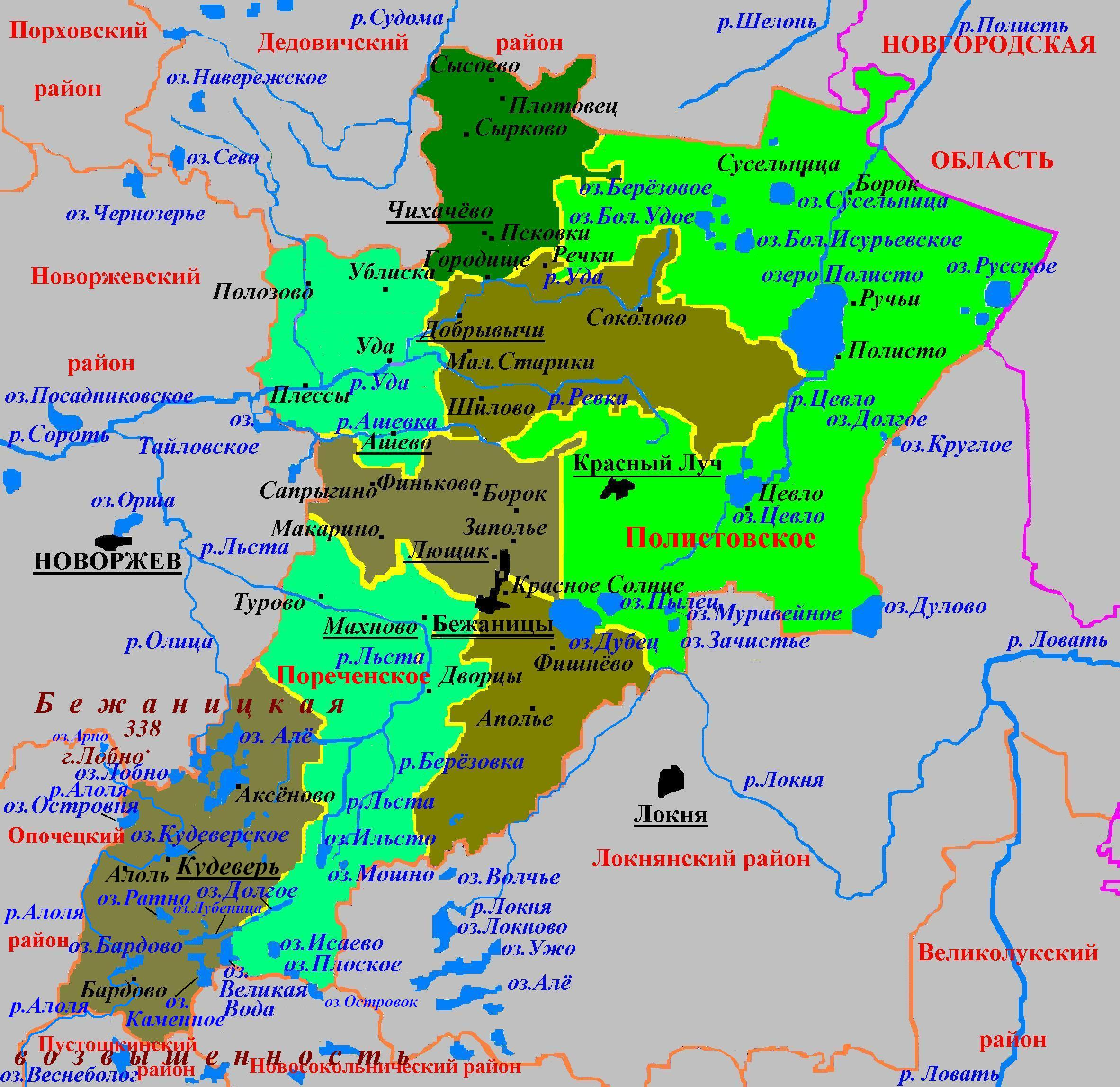
Бежаницкий район

Расположено на Бежаницкой возвышенности, рядом с Кудеверским озером бассейна реки Алоли.

## Население
| 1939 | 2001 | 2002 | 2010 |
| ---- | ---- | ---- | ---- |
| 725  | ↘570 | ↘536 | ↘409 |

## История
Название Кудеверь имеет финно-угорское происхождение. По одной из версий, «кудеверь» означает «еловую кору» («кууживера»), по другой — «куде» значит «нерестилище», а «еверь» переосмысливается как «ерев», «ярв», то есть «озеро». Установлено, что в средние века I тысячелетия по берегам реки Алоли и соседних с ней озёр жили финны — чудь или чухны. Известно, что они в то время занимались дублением кож домашних и диких животных.
В Кудевери также располагалась Церковь во имя Святого Великомученика Георгия, которая была построена в 1764 году помещиком генерал-майором Иваном Матвеевичем Дубровским.
Согласно ведомости за 1813 г. отмежёванной церковной земли было 36 десятин, на которые плана и межевой книги не имелось. Приходских дворов было 149, в них проживало населения: мужского — 1201, женского — 1113. Опись всему церковному имуществу была произведена в 1802 г.
В 1927—1931 и 1935—1958 годах являлось центром Кудеверского района.

## Известные уроженцы
В Кудевери родился и вырос художник Леонид Птицын.